# وحيد في المنزل 2: ضائع في نيويورك
وحيد في المنزل 2 (بالإنجليزية:Home Alone 2: Lost in New York)، هي فيلم أمريكي من نوع كوميدي عائلي، أنتجت سنة 1992 كتكملة للجزء الأول من السلسلة، والقصة تدور حول الطفل كيفن مكالستير (الذي يقوم بدوره الممثل ماكولي كالكن) الذي تقرر عائلته السفر لقضاء إجازة العيد في فلوريدا بينما يسافر الطفل كيفن عن طريق الخطأ إلى نيويورك ليلتقي باللصان اللذان حاولا سرقة منزله في الجزء الأول.

## وصلات خارجية
- وحيد في المنزل 2: ضائع في نيويورك على موقع IMDb (الإنجليزية)
- وحيد في المنزل 2: ضائع في نيويورك على موقع ميتاكريتيك (الإنجليزية)
- وحيد في المنزل 2: ضائع في نيويورك على موقع روتن توميتوز (الإنجليزية)
- وحيد في المنزل 2: ضائع في نيويورك على موقع نتفليكس (الإنجليزية)
- وحيد في المنزل 2: ضائع في نيويورك على موقع قاعدة بيانات الأفلام العربية
- وحيد في المنزل 2: ضائع في نيويورك على موقع ألو سيني (الفرنسية)
- وحيد في المنزل 2: ضائع في نيويورك على موقع Turner Classic Movies (الإنجليزية)
- وحيد في المنزل 2: ضائع في نيويورك على موقع أول موفي (الإنجليزية)
- وحيد في المنزل 2: ضائع في نيويورك على موقع بوكس أوفيس موجو (الإنجليزية)
- وحيد في المنزل 2: ضائع في نيويورك على موقع فيلمافينيتي (الإسبانية)
- Movie Locations Guide.com - Maps and directions to Home Alone 2 Filming Locations